# Ronald Gower
Lord Ronald Charles Sutherland-Leveson-Gower (2 agosto 1845 – Royal Tunbridge Wells, 9 marzo 1916) è stato uno scultore, scrittore e politico britannico.

## Biografia
Penultimo degli undici figli di George Sutherland-Leveson-Gower, II duca di Sutherland e Harriet Howard, studiò all'Eton College e al Trinity College dell'Università di Cambridge.

## Carriera
Dopo aver svolto, con una certa reticenza, attività politica come membro del parlamento per il Sutherland tra il 1867 e il 1876, Ronald Gower si dedicò interamente alle arti. Inizialmente condivideva uno studio con John O'Connor nella casa di Joshua Reynolds a Leicester Square e nel 1875 si recò a Parigi, dove cominciò a darsi alla scultura sotto la guida Albert-Ernest Carrier-Belleuse.
Gower è noto soprattutto per cinque statue in bronzo a Stratford-upon-Avon, ritraenti William Shakespeare e quattro dei suoi personaggi più celebri: Amleto, Falstaff, Enrico V e Lady Macbeth.  All'attività scultoria affiancò interessi storiografici: scrisse biografie di Maria Antonietta (Last Days of Marie Antoinette) e Giovanna d'Arco (Life of Joan of Arc), oltre a una storia della Torre di Londra. La figura della regina di Francia lo interessò particolarmente, tanto da realizzare una scultura di Maria Antonietta che si avvia al patibolo. Fu anche autore di un'autobiografia, My Reminiscences (1883), e nel 1902 pubblicò parte dei suoi diari. 

## Vita privata

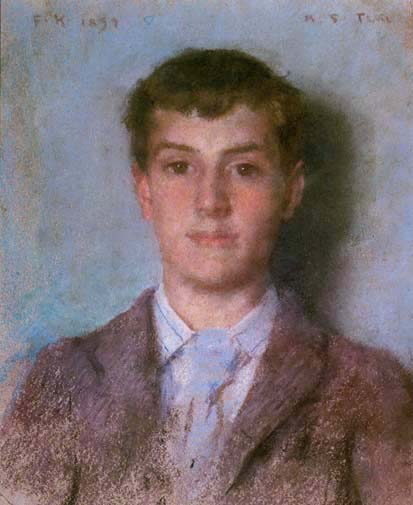
Frank Hird ritratto da Henry Scott Tuke nel 1894

Ronald Gower era noto per le sue frequentazioni nei circoli omosessuali della Londra vittoriana, tanto che diversi critici ritengono che Oscar Wilde scrisse Il ritratto di Mr W.H. alludendo proprio al circolo di Lord Gower, che sarebbe stato anche l'ispirazione per il personaggio di Lord Henry Wotton ne Il ritratto di Dorian Gray. Nel 1879 intentò causa (con successo) contro il giornale Man of the World dopo che aveva pubblicato insinuazioni circa la sua sessualità, argomento discusso anche da John Addington Symonds, oltre che dallo stesso Wilde. Pur trovandosi in Europa al momento dei fatti, Gower fu coinvolto nello scandalo di Cleveland street, quando la polizia fecce irruzione in un bordello per soli uomini a Fitzrovia.
Gower ebbe una lunga relazione con Frank Hird, di ventisette anni più giovane, che adottò ufficialmente nel 1898. I due si erano incontrati nel 1893, quando Hird aveva vent'anni. Nel 1895 la coppia andò a Venezia, in visita a Horatio Brown; al momento del loro incontro, Hind era fidanzato con una donna, ma ruppe il fidanzamento per andare a vivere con Gower. I due vissero insieme per oltre vent'anni nel Kent, prima in una vasta dimora a Penshurst e dopo, quando Gower fu defraudato di gran parte della sua fortuna da Francis Schkleton, in una più modesta a Tunbridge Wells. Cinque anni dopo la morte di Gower nel 1916, all'età di 70 anni, Hird si sposò con Gladys Sinclair. Dopo la sua morte nel 1937, Hird fu sepolto nel cimitero di St Paul a Rusthall accanto a Gower.

## Ascendenza
|                                                           |                                           |                                                   | Genitori                                                  |  |  | Nonni |  |  | Bisnonni                                           |  |  | Trisnonni                             |  |
|                                                           |                                           |                                                   |                                                           |  |  |       |  |  | 8. Granville Leveson-Gower, I marchese di Stafford |  |  | 16. John Leveson-Gower, I conte Gower |  |
|                                                           |                                           |                                                   |                                                           |  |  |       |  |  | 8. Granville Leveson-Gower, I marchese di Stafford |  |  | 16. John Leveson-Gower, I conte Gower |  |
|                                                           |                                           | 17. lady Evelyn Pierrepont                        |                                                           |  |  |       |  |  | 8. Granville Leveson-Gower, I marchese di Stafford |  |  |                                       |  |
| 4. George Leveson-Gower, I duca di Sutherland             |                                           |                                                   |                                                           |  |  |       |  |  | 8. Granville Leveson-Gower, I marchese di Stafford |  |  |                                       |  |
|                                                           |                                           | 9. lady Louisa Egerton                            | 18. Scroop Egerton, I duca di Bridgewater                 |  |  |       |  |  |                                                    |  |  |                                       |  |
|                                                           |                                           | 9. lady Louisa Egerton                            | 18. Scroop Egerton, I duca di Bridgewater                 |  |  |       |  |  |                                                    |  |  |                                       |  |
|                                                           |                                           | 9. lady Louisa Egerton                            | 19. lady Rachael Russell                                  |  |  |       |  |  |                                                    |  |  |                                       |  |
| 2. George Sutherland-Leveson-Gower, II duca di Sutherland |                                           | 9. lady Louisa Egerton                            |                                                           |  |  |       |  |  |                                                    |  |  |                                       |  |
|                                                           |                                           | 10. William Sutherland, XVIII conte di Sutherland | 20. William Sutherland, XVII conte di Sutherland          |  |  |       |  |  |                                                    |  |  |                                       |  |
|                                                           |                                           | 10. William Sutherland, XVIII conte di Sutherland | 20. William Sutherland, XVII conte di Sutherland          |  |  |       |  |  |                                                    |  |  |                                       |  |
|                                                           |                                           | 10. William Sutherland, XVIII conte di Sutherland | 21. lady Elizabeth Wemyss                                 |  |  |       |  |  |                                                    |  |  |                                       |  |
| 5. Elizabeth Sutherland, XIX contessa di Sutherland       |                                           | 10. William Sutherland, XVIII conte di Sutherland |                                                           |  |  |       |  |  |                                                    |  |  |                                       |  |
|                                                           |                                           | 11. Mary Maxwell                                  | 22. William Maxwell                                       |  |  |       |  |  |                                                    |  |  |                                       |  |
|                                                           |                                           | 11. Mary Maxwell                                  | 22. William Maxwell                                       |  |  |       |  |  |                                                    |  |  |                                       |  |
|                                                           |                                           | 11. Mary Maxwell                                  | 23. Elizabeth Hairstanes                                  |  |  |       |  |  |                                                    |  |  |                                       |  |
| 1. Ronald Charles Sutherland-Leveson-Gower                |                                           | 11. Mary Maxwell                                  |                                                           |  |  |       |  |  |                                                    |  |  |                                       |  |
|                                                           | 12. Frederick Howard, V conte di Carlisle | 24. Henry Howard, IV conte di Carlisle            |                                                           |  |  |       |  |  |                                                    |  |  |                                       |  |
|                                                           | 12. Frederick Howard, V conte di Carlisle | 24. Henry Howard, IV conte di Carlisle            |                                                           |  |  |       |  |  |                                                    |  |  |                                       |  |
|                                                           | 12. Frederick Howard, V conte di Carlisle | 25. hon. Isabella Byron                           |                                                           |  |  |       |  |  |                                                    |  |  |                                       |  |
| 6. George Howard, VI conte di Carlisle                    | 12. Frederick Howard, V conte di Carlisle |                                                   |                                                           |  |  |       |  |  |                                                    |  |  |                                       |  |
|                                                           |                                           | 13. lady Margaret Leveson-Gower                   | 26. Granville Leveson-Gower, I marchese di Stafford (= 8) |  |  |       |  |  |                                                    |  |  |                                       |  |
|                                                           |                                           | 13. lady Margaret Leveson-Gower                   | 26. Granville Leveson-Gower, I marchese di Stafford (= 8) |  |  |       |  |  |                                                    |  |  |                                       |  |
|                                                           |                                           | 13. lady Margaret Leveson-Gower                   | 27. lady Louisa Egerton (= 9)                             |  |  |       |  |  |                                                    |  |  |                                       |  |
| 3. lady Harriet Howard                                    |                                           | 13. lady Margaret Leveson-Gower                   |                                                           |  |  |       |  |  |                                                    |  |  |                                       |  |
|                                                           |                                           | 14. William Cavendish, V duca di Devonshire       | 28. William Cavendish, IV duca di Devonshire              |  |  |       |  |  |                                                    |  |  |                                       |  |
|                                                           |                                           | 14. William Cavendish, V duca di Devonshire       | 28. William Cavendish, IV duca di Devonshire              |  |  |       |  |  |                                                    |  |  |                                       |  |
|                                                           |                                           | 14. William Cavendish, V duca di Devonshire       | 29. Charlotte Elizabeth Boyle, marchesa di Hartington     |  |  |       |  |  |                                                    |  |  |                                       |  |
| 7. lady Georgiana Cavendish                               |                                           | 14. William Cavendish, V duca di Devonshire       |                                                           |  |  |       |  |  |                                                    |  |  |                                       |  |
|                                                           |                                           | 15. lady Georgiana Spencer                        | 30. John Spencer, I conte Spencer                         |  |  |       |  |  |                                                    |  |  |                                       |  |
|                                                           |                                           | 15. lady Georgiana Spencer                        | 30. John Spencer, I conte Spencer                         |  |  |       |  |  |                                                    |  |  |                                       |  |
|                                                           |                                           | 15. lady Georgiana Spencer                        | 31. Margaret Poyntz                                       |  |  |       |  |  |                                                    |  |  |                                       |  |
|                                                           |                                           | 15. lady Georgiana Spencer                        |                                                           |  |  |       |  |  |                                                    |  |  |                                       |  |

## Galleria d'immagini

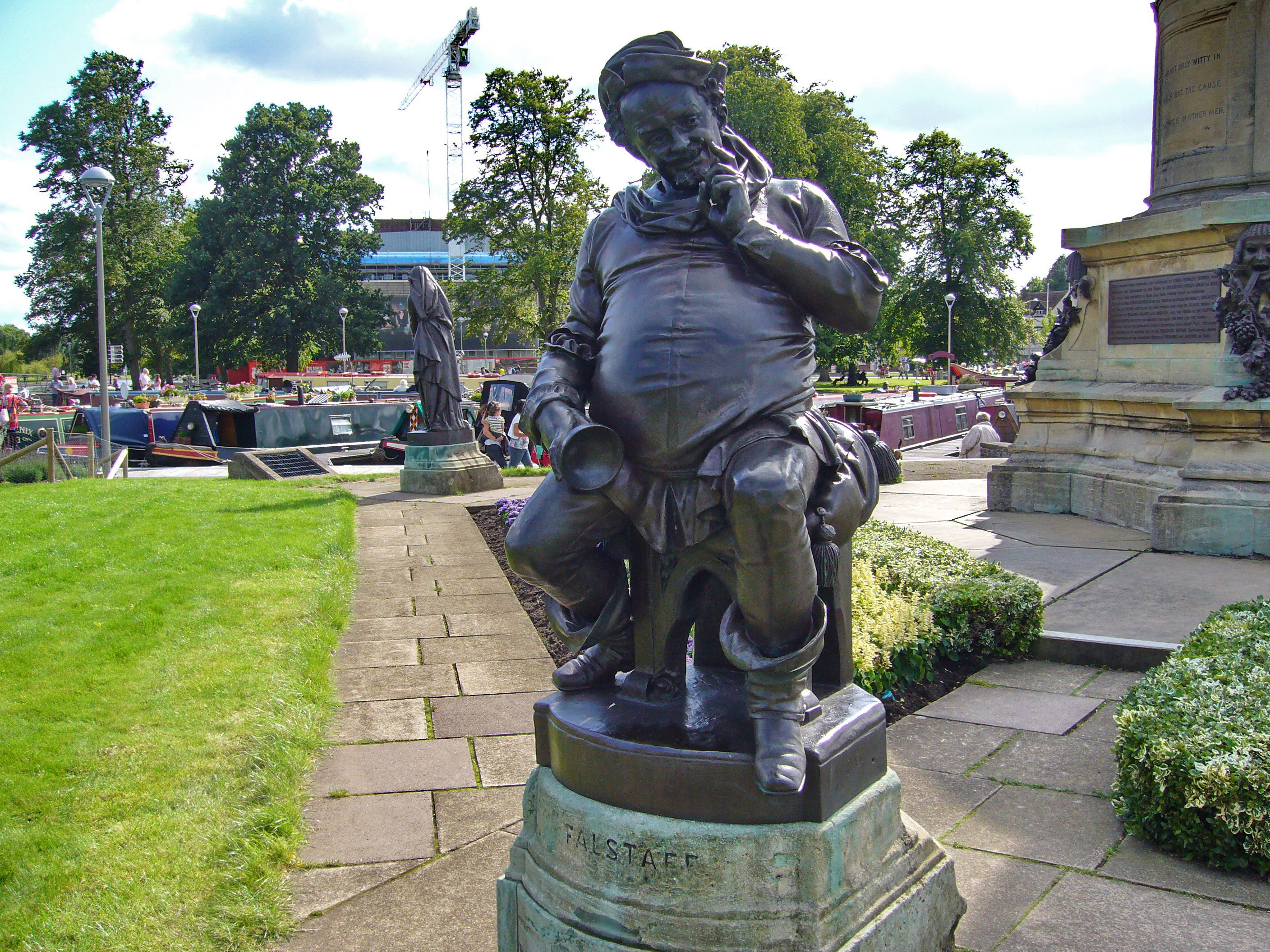
Statua di Falstaff a Stratford
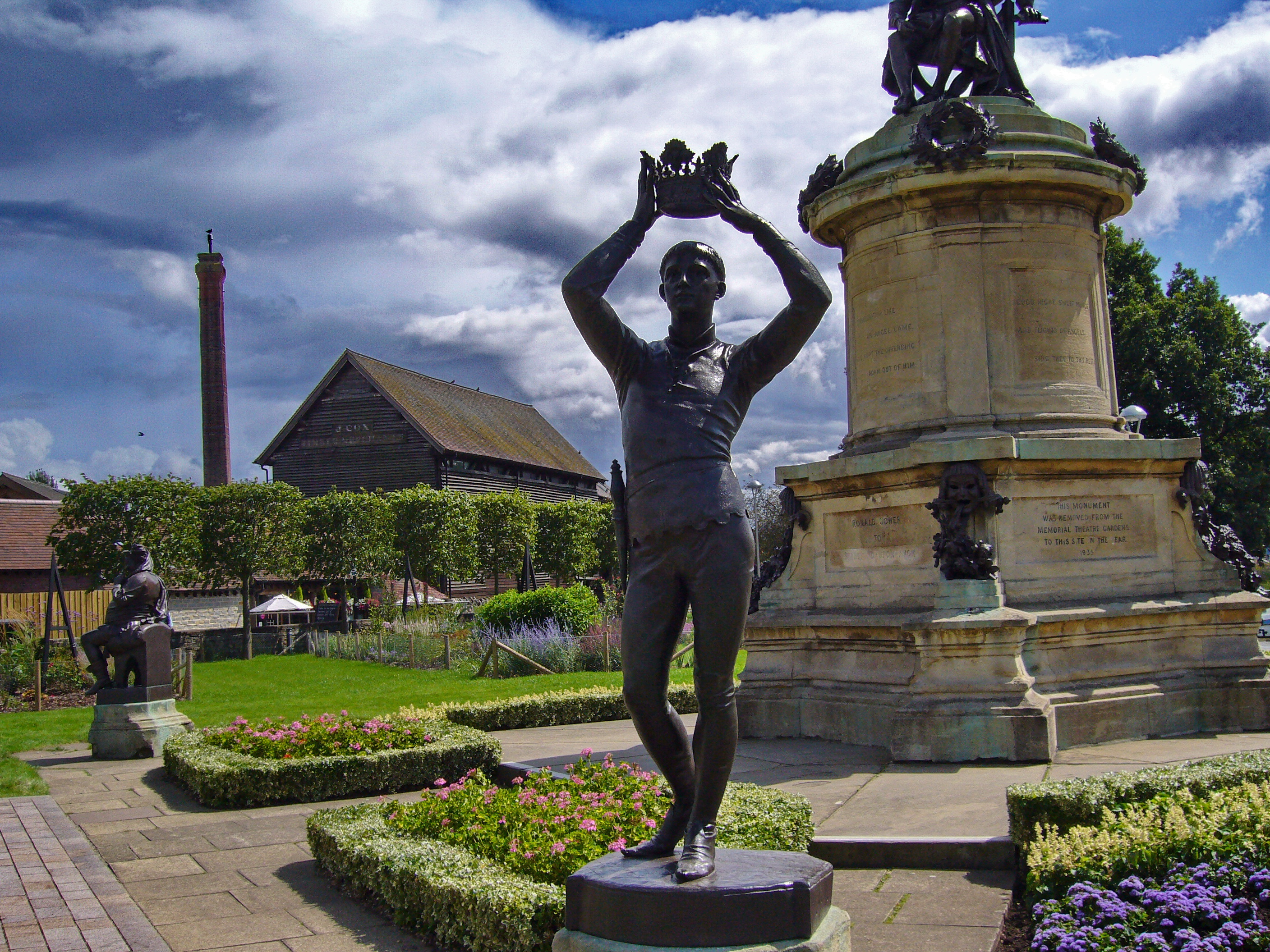
Statua di Enrico V a Stratford
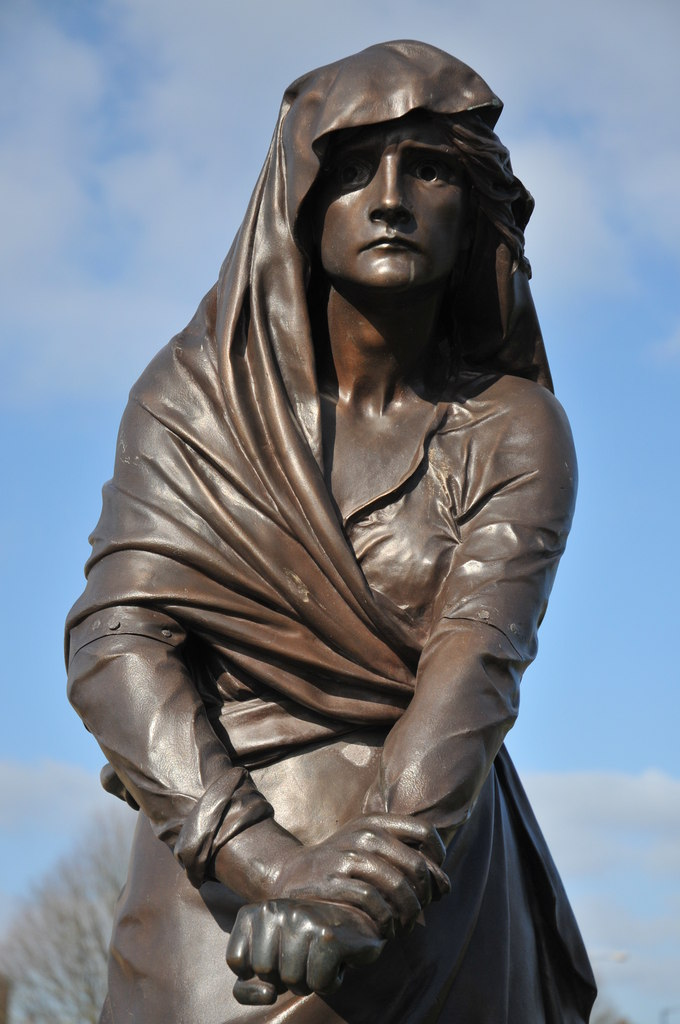
Statua di Lady Macbeth a Straford
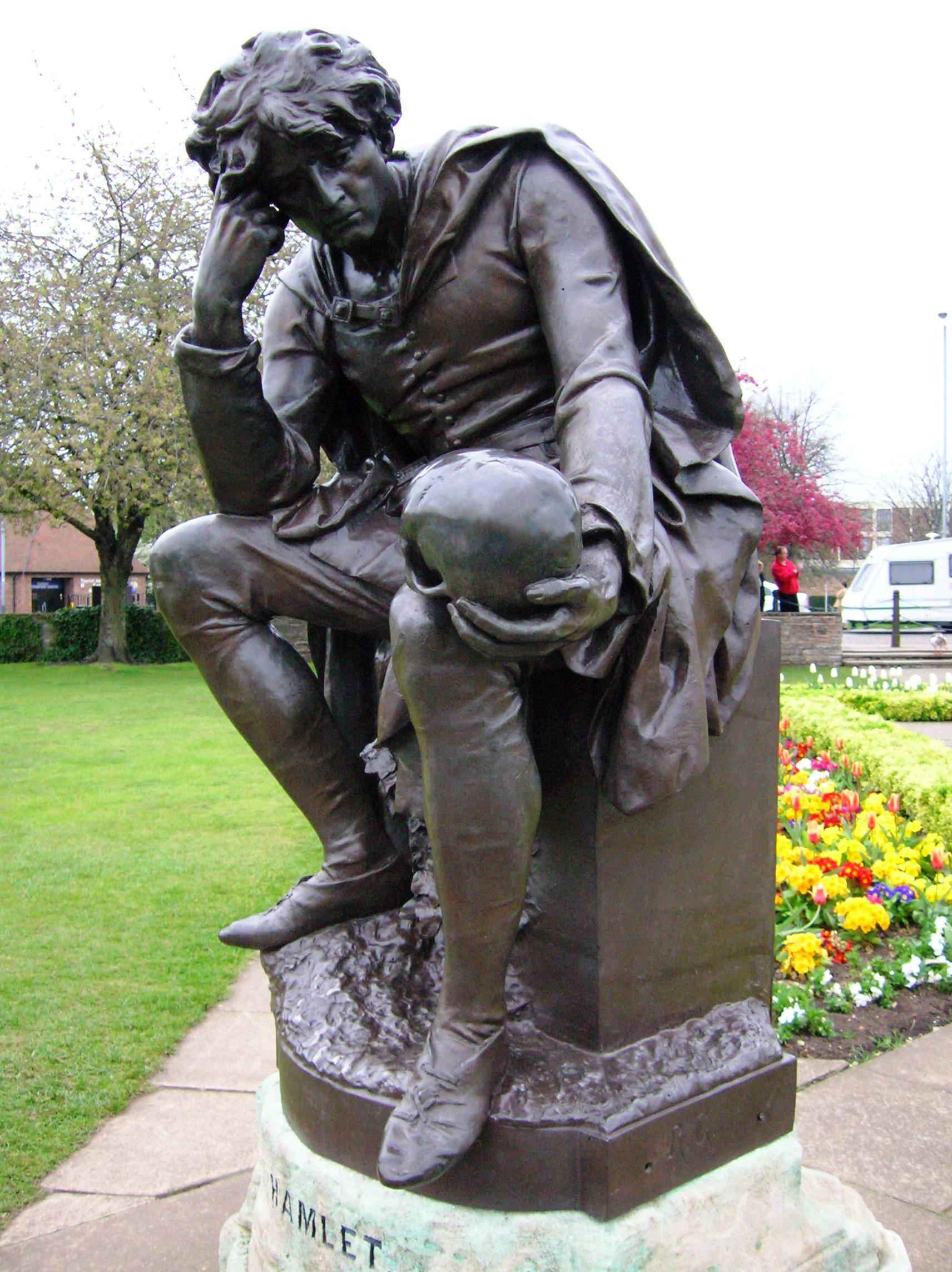
Statua di Amleto a Stratford